# Andy Williams

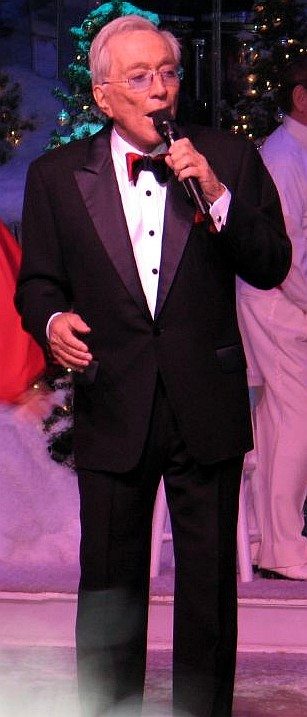
Andy Williams (2006)

Howard Andrew „Andy“ Williams (* 3. Dezember 1927 in Wall Lake, Iowa; † 25. September 2012 in Branson, Missouri) war ein US-amerikanischer Popsänger und Fernsehentertainer.

## Leben
Andy Williams wuchs in ärmlichen Verhältnissen in Wall Lake, einem kleinen Dorf in Iowa auf. Er und seine drei Brüder Bob, Dick und Don traten zunächst gemeinsam als The Williams Brothers auf. 1952 trennten sich die Brüder und Andy begann eine Solokarriere. In der Zeit bis zu seinem Durchbruch lebte Andy Williams in bescheidenen Verhältnissen.
Ab 1956 bis weit in die 1970er Jahre war er mit insgesamt 45 Titeln in den US-Charts vertreten. Im Frühjahr 1957 gelang ihm mit Butterfly ein Nummer-eins-Hit in den USA und in Großbritannien. Weitere populäre Titel beziehungsweise Interpretationen von Andy Williams sind The Impossible Dream (The Quest) aus dem Musical Der Mann von La Mancha, Music to Watch Girls By, Canadian Sunset, Where Do I Begin (Love Story), Born Free, Can’t Take My Eyes off You, Moon River – der Titel aus dem Film Frühstück bei Tiffany gilt als seine Erkennungsmelodie –, Can’t Get Used to Losing You oder Up, Up and Away. In Deutschland war Andy Williams weniger erfolgreich, lediglich zwei seiner Titel erreichten mittlere Platzierungen in der Hitparade: 1963 Can’t Get Used to Losing You Platz 39 und 1971 (Where Do I Begin) Love Story Platz 38.
Andy Williams Musikstil orientierte sich in den 1950er Jahren noch eher am Rock ’n’ Roll. Im darauffolgenden Jahrzehnt wurde er zum Sixties-Popsänger, in den 1970er Jahren war sein „Easy Listening“-Stil unverkennbar. 
Zwischen 1962 und 1967 sowie von 1969 bis 1971 hatte er eine eigene Fernsehshow, The Andy Williams Show. Stars wie Peter, Paul and Mary, Ray Charles, Bobby Darin, oder Antônio Carlos Jobim hatten Gastauftritte in dieser Sendung. 
1964 spielte er in dem Film I’d Rather Be Rich mit.

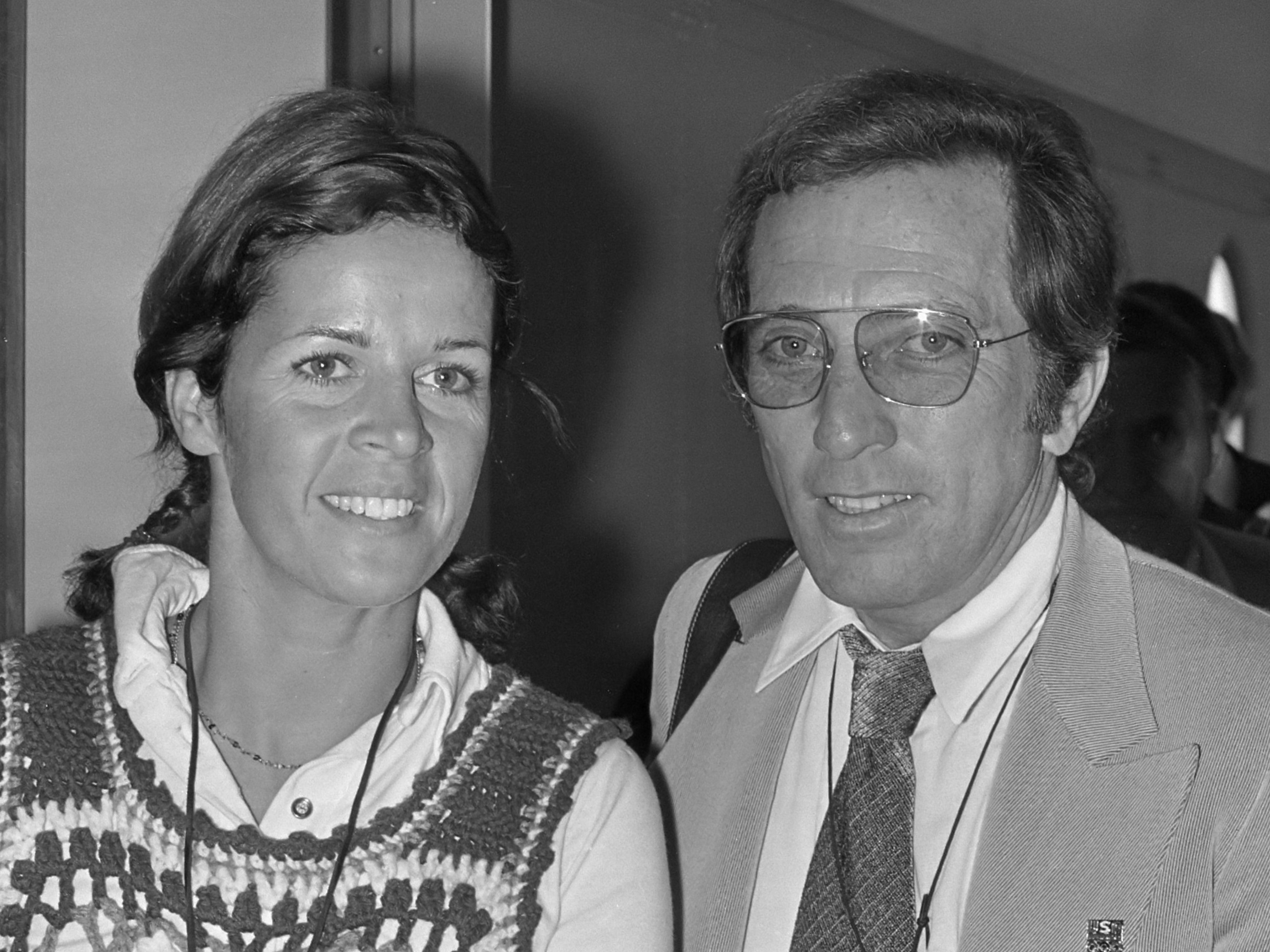
Andy Williams mit Claudine Longet (1972)

1962 heiratete er die französische Sängerin Claudine Longet. 1970 trennte das Paar sich und 1975 wurde die Ehe geschieden. Trotzdem trat sie mit ihren drei Kindern bis 1975 regelmäßig in der jährlichen Weihnachtssendung von Williams auf. 
Sein zum 80. Geburtstag veröffentlichtes und letztes Album trägt den Titel I Don’t Remember Ever Growing Up. Zwei Jahre später gab er seine Autobiografie Moon River and Me heraus.
Andy Williams war auch im Alter auf der Bühne aktiv. Nachdem er sich 2009 in der Royal Albert Hall in England von Konzerten außerhalb der Vereinigten Staaten verabschiedet hatte, trat er von September bis Dezember in seinem in den 1990er Jahren erbauten eigenen „Moon River Theatre“ in Branson auf. 
2011 wurde bei Andy Williams Blasenkrebs diagnostiziert, ein Jahr später starb er im Alter von 84 Jahren an der Krankheit.

## Trivia
Williams hatte einen Gastauftritt in der Zeichentrickserie Die Simpsons; Nelson Muntz zählt in der Folge Die Reise nach Knoxville (Originaltitel: Bart on the Road) zu seinen größten Fans. 
Gegen Ende der 1990er Jahre machte ein Fiat-Werbespot, der seinen Song aus dem Jahre 1967, Music to Watch Girls By, in England wieder zum Hit machte, den „Emperor of Easy“ auch bei einer jüngeren Generation bekannt.
Der ehemalige Präsident der Vereinigten Staaten, Ronald Reagan, ein großer Fan des Sängers, bezeichnete Williams einzigartige Stimme einmal als „National Treasure“.

## Diskografie
Studioalben

| Jahr | Titel                                                       | Höchstplatzierung, Gesamtwochen, AuszeichnungChartplatzierungen (Jahr, Titel, Platzierungen, Wochen, Auszeichnungen, Anmerkungen) | Höchstplatzierung, Gesamtwochen, AuszeichnungChartplatzierungen (Jahr, Titel, Platzierungen, Wochen, Auszeichnungen, Anmerkungen) | Anmerkungen |
| Jahr | Titel                                                       | UK | US | Anmerkungen |
| ---- | ----------------------------------------------------------- | --- | --- | --- |
| 1960 | Lonely Street                                               | — | US38 (4 Wo.)US | Erstveröffentlichung: Dezember 1959                                                                                  |
| 1962 | „Danny Boy“ and Other Songs I Love to Sing                  | — | US19 (36 Wo.)US | Erstveröffentlichung: Februar 1962                                                                                   |
| 1963 | Moon River & Other Great Movie Themes                       | — | US3 Gold · (176 Wo.)US | Erstveröffentlichung: April 1962                                                                                     |
| 1963 | Warm and Willing                                            | — | US16 (44 Wo.)US | Erstveröffentlichung: Oktober 1962                                                                                   |
| 1963 | Days of Wine and Roses                                      | — | US1 Gold · (107 Wo.)US | Erstveröffentlichung: April 1963                                                                                     |
| 1964 | The Wonderful World of Andy Williams                        | — | US9 Gold · (24 Wo.)US | Erstveröffentlichung: Januar 1964                                                                                    |
| 1964 | The Academy Award Winning „Call Me Irresponsible“           | — | US5 Gold · (63 Wo.)US | Erstveröffentlichung: April 1964                                                                                     |
| 1964 | The Great Songs from „My Fair Lady“ and Other Broadway Hits | UK30 (1 Wo.)UK | US5 Gold · (33 Wo.)US | Erstveröffentlichung: September 1964 Charteintritt in UK erst im April 1966                                          |
| 1965 | Dear Heart                                                  | — | US4 Gold · (65 Wo.)US | Erstveröffentlichung: 1965                                                                                           |
| 1965 | Hawaiian Wedding Song                                       | — | US61 (18 Wo.)US | Columbia-Wiederveröffentlichung, bereits 1959 unter dem Titel To You Sweetheart, Aloha beim Label Cadence erschienen |
| 1965 | Almost There                                                | UK4 (46 Wo.)UK | — | Erstveröffentlichung: Juni 1965                                                                                      |
| 1965 | Can’t Get Used to Losing You                                | UK16 (1 Wo.)UK | — | Erstveröffentlichung: Juli 1965                                                                                      |
| 1966 | May Each Day                                                | UK11 (6 Wo.)UK | — | Erstveröffentlichung: März 1966                                                                                      |
| 1966 | The Shadow of Your Smile                                    | UK24 (4 Wo.)UK | US6 Gold · (54 Wo.)US | Erstveröffentlichung: April 1966                                                                                     |
| 1967 | In the Arms of Love                                         | — | US21 (22 Wo.)US | Erstveröffentlichung: Dezember 1966                                                                                  |
| 1967 | Born Free                                                   | UK22 (11 Wo.)UK | US5 Gold · (79 Wo.)US | Erstveröffentlichung: April 1967                                                                                     |
| 1968 | Love, Andy                                                  | UK1 (22 Wo.)UK | US8 Gold · (36 Wo.)US | Erstveröffentlichung: Oktober 1967                                                                                   |
| 1968 | Honey                                                       | UK4 (17 Wo.)UK | US9 Gold · (40 Wo.)US | Erstveröffentlichung: Juni 1968                                                                                      |
| 1969 | Happy Heart                                                 | UK22 (10 Wo.)UK | US9 Gold · (23 Wo.)US | Erstveröffentlichung: Juli 1969                                                                                      |
| 1969 | Get Together with Andy Williams                             | UK13 (11 Wo.)UK | US27 Gold · (21 Wo.)US | Erstveröffentlichung: Oktober 1969                                                                                   |
| 1970 | Can’t Help Falling in Love                                  | UK7 (41 Wo.)UK | — | Erstveröffentlichung: Juni 1970                                                                                      |
| 1970 | Raindrops Keep Fallin’ on My Head                           | — | US43 (19 Wo.)US | Erstveröffentlichung: 1970                                                                                           |
| 1971 | Home Lovin’ Man                                             | UK1 (26 Wo.)UK | — | Erstveröffentlichung: Januar 1971                                                                                    |
| 1971 | Love Story                                                  | UK11 (11 Wo.)UK | US3 Platin · (33 Wo.)US | Erstveröffentlichung: Februar 1971                                                                                   |
| 1971 | You’ve Got a Friend                                         | — | US54 (12 Wo.)US | Erstveröffentlichung: August 1971                                                                                    |
| 1972 | Love Theme from „The Godfather“                             | UK11 (16 Wo.)UK | US29 Gold · (26 Wo.)US | Erstveröffentlichung: 28. Juni 1972                                                                                  |
| 1972 | Alone Again (Naturally)                                     | — | US86 (18 Wo.)US | Erstveröffentlichung: September 1972                                                                                 |
| 1973 | Solitaire                                                   | UK3 Gold · (26 Wo.)UK | US185 (6 Wo.)US | Erstveröffentlichung: August 1973                                                                                    |
| 1974 | The Way We Were                                             | UK7 Silber · (10 Wo.)UK | — | Erstveröffentlichung: Mai 1974                                                                                       |
| 1975 | You Lay so Easy on My Mind                                  | UK— SilberUK | US150 (4 Wo.)US | Erstveröffentlichung: November 1974                                                                                  |
| 1975 | The Other Side of Me                                        | UK60 (1 Wo.)UK | — | Erstveröffentlichung: September 1975                                                                                 |
| 1999 | In the Lounge with Andy Williams                            | UK39 Silber · (3 Wo.)UK | — | Erstveröffentlichung: März 1999                                                                                      |
| 2012 | Personal Christmas Collection                               | — | US115 (21 Wo.)US | Erstveröffentlichung: 1994                                                                                           |
| 2013 | Classic Christmas Album                                     | — | US23 (28 Wo.)US | Erstveröffentlichung: 8. Oktober 2013                                                                                |
| 2014 | 40 Christmas Classics                                       | — | US158 (2 Wo.)US | Erstveröffentlichung: 31. Oktober 2014                                                                               |
| 2018 | The Andy Williams Christmas Album                           | UK— SilberUK | US14 Platin · (42 Wo.)US | Erstveröffentlichung: Oktober 1963                                                                                   |